# Ichnanthus nemoralis
Ichnanthus nemoralis är en gräsart som först beskrevs av Heinrich Adolph Schrader, och fick sitt nu gällande namn av Albert Spear Hitchcock och Mary Agnes Chase. Ichnanthus nemoralis ingår i släktet Ichnanthus och familjen gräs. Inga underarter finns listade i Catalogue of Life.